# Иван Добрев (генерал)
Вижте пояснителната страница за други личности с името Иван Добрев.
Иван Кирев Добрев е български военачалник, генерал-лейтенант, началник-щаб на Сухопътни войски на Република България.

## Биография
Иван Добрев е роден в село Спасово, близо до град Чирпан. Роден е в семейството на Кирил и Златка Добреви.
В ранните си години учи в родното село, а по-късно в съседно село. След като завършва основно образование се записва в техникум по машиностроене в град Нова Загора.
През 1969 година започва подготовка във Народно военно училище „Васил Левски“, което завършва през 1973 година със специалност „танкист строеви“.
През 1978 г. заминава за Москва, СССР, където учи в „Бронетанковата академия Малиновски", завършвайки я с отличие.
След тригодишното обучение се завръща в България, където е назначен на поста началник-щаб на танков полк в град Хасково. През 1985 година е назначен за началник „Оперативно отделение“. От 1986 до 1989 г. е командир на тридесет и четвърти мотострелкови полк в Момчилград. Между 1989 и 1992 г. е командир на тринадесета танкова бригада. От 1992 до 1996 г. е командир на две различни мотострелкови дивизии. Учи в Генерал-щабната Академия на Русия в периода 1993 – 1995 г. На 3 май 1996 г. е удостоен със звание генерал-майор. На 3 май 1996 г. е удостоен със звание генерал-майор.На 19 август 1996 г. е освободен от длъжността командир на 17-а мотострелкова дивизия и назначен за заместник-командир по бойната подготовка на Първи армейски корпус, считано от 1 септември 1996 г. На 24 август 1998 г. е освободен от длъжността заместник-командир по бойната подготовка на Първи армейски корпус и назначен за началник на управление „Подготовка и бойно използване на войските“ в Главния щаб на Сухопътните войски, считано от 1 септември 1998 г. На 7 юли 2000 г. е удостоен с висше военно звание генерал-майор, освободен от длъжността началник на управление „Подготовка и бойно използване на войските“ в Главния щаб на Сухопътните войски и назначен за командир на Трети армейски корпус. На 6 юни 2002 г. е освободен от длъжността командир на 3-ти армейски корпус и назначен за заместник-началник на Главния щаб на Сухопътните войски по операциите.
На 4 май 2005 г. е назначен за заместник-началник на Главния щаб на Сухопътните войски по операциите. През 2006 година замества генерал Златан Стойков на поста Началник на сухопътни войски на БА. На 25 април 2006 г. е назначен за командващ на Сухопътните войски считано от 1 юни 2006 г. На 26 април 2007 г. е удостоен с висше офицерско звание генерал-лейтенант. На 1 юли 2009 г. е освободен от командващ на Сухопътните войски и назначен за началник на щаба по подготовката на Сухопътните войски. На 12 март 2010 г. е освободен от длъжността началник на щаба по подготовката на Сухопътните войски и назначен за началник на Сухопътните войски. На 30 юли 2010 г. генерал-лейтенант Иван Добрев е освободен от длъжността началник на Сухопътните войски и от военна служба, считано от 1 септември 2010 г.

## Военни звания
- Лейтенант (1973)
- Старши лейтенант (1976)
- Капитан (1980)
- Майор (1985)
- Подполковник (1989)
- Полковник (1992)
- Генерал-майор с 1 звезда (3 май 1996)
- Генерал-майор с 2 звезди (7 юли 2000)
- Генерал-лейтенант (26 април 2007)

## Личен живот
Генерал Добрев е женен за Станка Добрева, двамата има двама сина – Красимир и Владимир.